# Empresa Ferroviaria Andina
Koordinaten: 17° 30′ 0″ S, 67° 42′ 0″ W

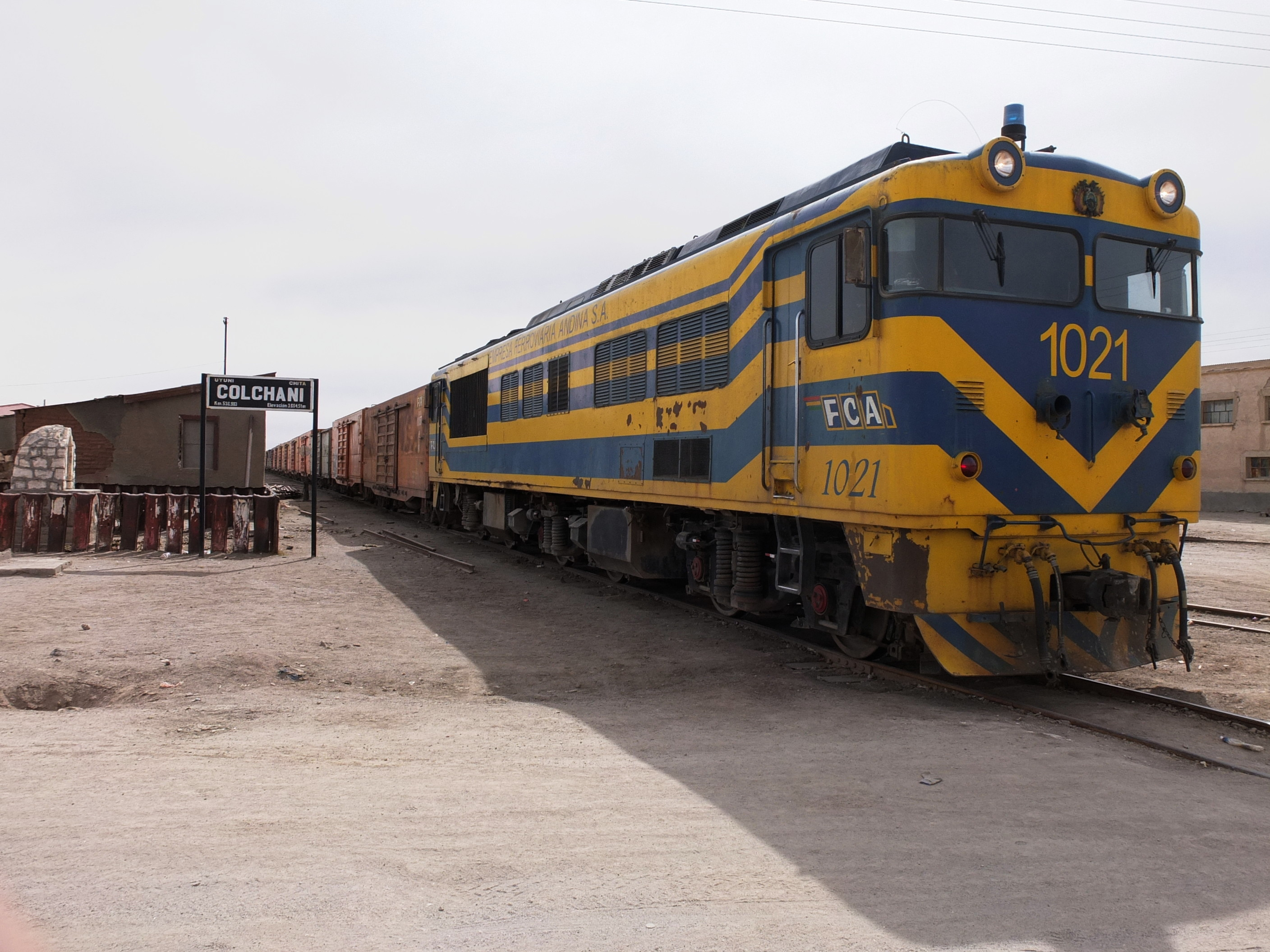
Diesellokomotive der Serie 1000 vor Güterzug der Ferroviaria Andina in Colchani (2013)

Empresa Ferroviaria Andina S.A. (FCA) ist eine Eisenbahngesellschaft in Bolivien. Das Unternehmen betreibt im bolivianischen Hochland (Altiplano) 2261 km Eisenbahnstrecken in Meterspur und bietet sowohl Personen- als auch Güterverkehrsdienstleistungen an. Sitz der Gesellschaft ist La Paz im Anden-Hochland.

## Streckennetz und Verkehrsaufkommen
Für den Personenverkehr am wichtigsten ist die Strecke von Oruro über Uyuni nach Villazón. Auf dieser verkehren während der Nacht die beiden Züge Expresso del sur und Wara wara del sur.
Einmal pro Woche besteht eine weitere Verbindung von Uyuni an die chilenische Grenze bei der Ortschaft Avaroa. Die 2013 wiedereröffnete zweite Strecke nach Chile, die Arica–La Paz (Ferrocarril Arica a La Paz, FCALP) führt, mit gelegentlichem Passagierbetrieb, zu den Grenzbahnhöfen Visviri in Chile und Charaña in Bolivien.
Diverse Strecken werden ausschließlich für den Gütertransport, vor allem für den Abtransport von Erz aus den Minen verwendet. Darunter fällt vor allem die Strecke von Río Mulato nach Potosí.
Viele Strecken wurden seit der Privatisierung stillgelegt. Darunter fallen die Strecken Potosí–Sucre, Sucre–Tarabuco, Aiquile–Cochabamba, Cochabamba–Oruro, Oruro–La Paz und La Paz–Guaqui.
Die Strecke La Paz–Guaqui wurde 2007 instandgestellt und ein einziger Zug verkehrte damals zur Eröffnung mit dem Präsidenten Evo Morales.

## Eingesetzte Fahrzeuge

### Lokbespannte Züge
Die beiden Verbindungen Expresso del sur und Wara wara del sur zwischen Oruro und Villazón sowie die Verbindung Uyuni–Avaroa werden mit Dieselloks bespannten Zügen geführt.
Auch für den Gütertransport werden lokbespannte Züge eingesetzt.
Dafür werden 15 Diesellokomotiven von Hitachi-Mitsubishi aus den Jahren 1968 (Serie 900) und 1978 (Serie 1000) eingesetzt. Zusätzlich kommen seit 2019 drei von Stadler Rail Valencia gebaute Diesellokomotiven zum Einsatz, die als Stadler SALi (South American Light Loco) bezeichnet werden. Die sechsachsigen Fahrzeuge werden als Referenzfahrzeuge für die projektierte Südamerikanische Transkontinentalbahn angesehen.

### Ferrobus

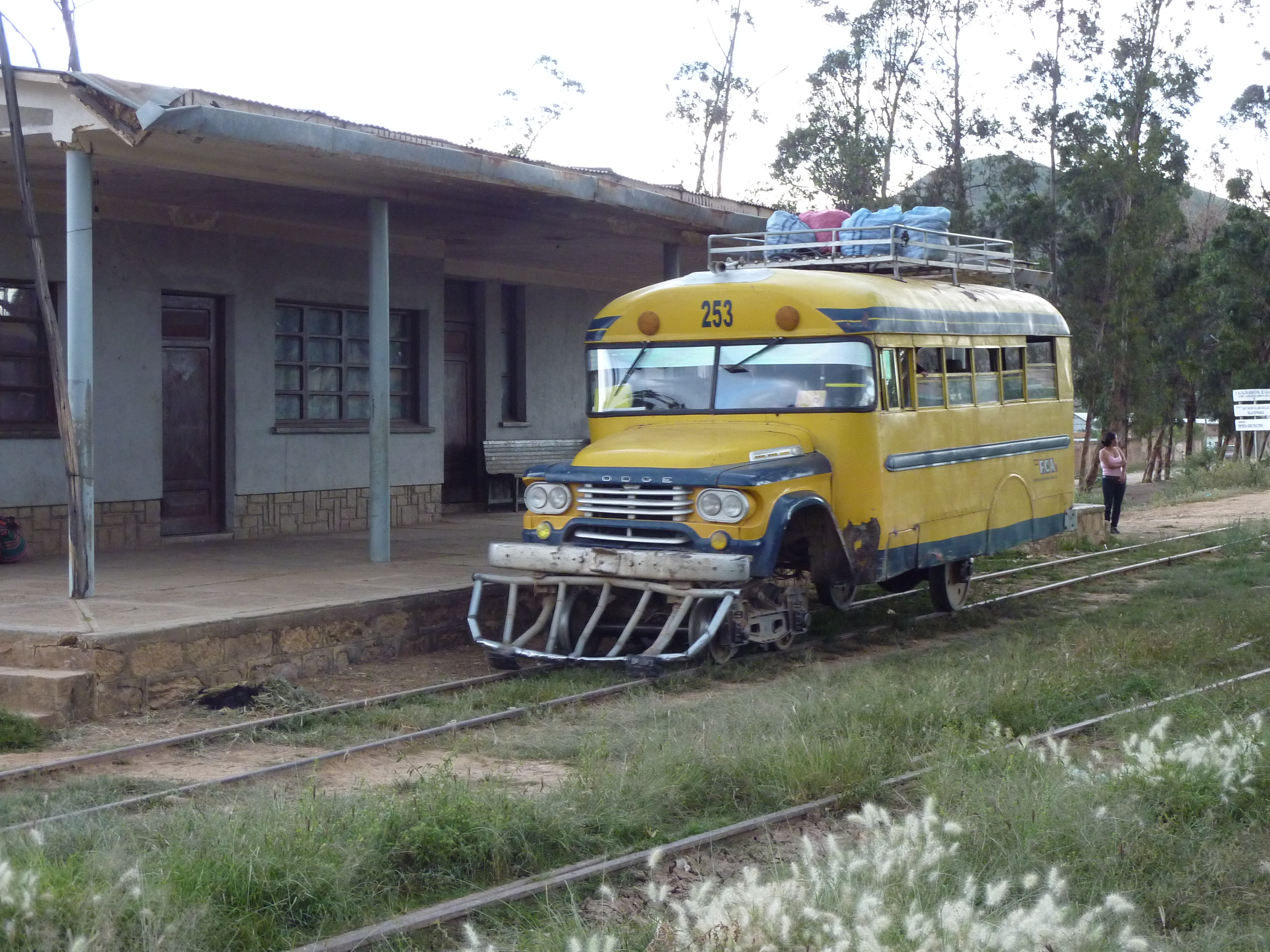
FCA Ferrobus, DODGE Baujahr 1952, in Aiquile (2010)

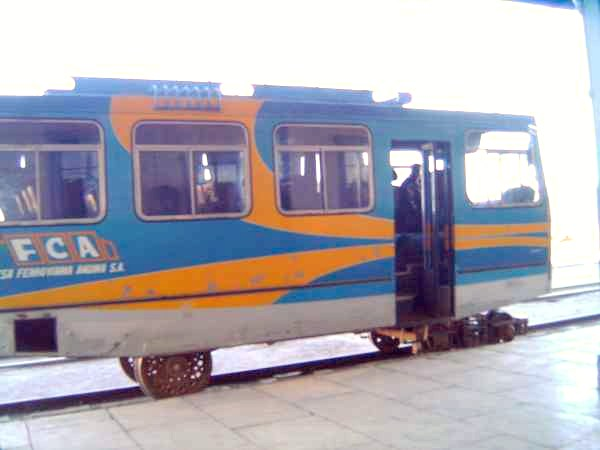
Bus carril von Ferroviaria Andina im Bahnhof Potosí

Auf den Strecken Tupiza–Atocha und Viacha–Charaña werden Ferrobuses eingesetzt, die als Bus carril bezeichnet werden. Auf diesen Strecken wurden Gebiete ohne gute Straßenanbindung im Nahverkehr erschlossen.
Die hier eingesetzten Busse wurden ursprünglich nicht für den Schieneneinsatz konzipiert, sondern für die Straße. Sie wurden nachträglich mit einem Schienenfahrwerk versehen. Dabei wurde der Antriebsstrang (Motor und Getriebe) beim Umbau jedoch beibehalten. Ein Ferrobus ist somit in der Handhabung gleich wie ein Personentransporter, nur dass das Steuerrad abmontiert wurde, da dieses nicht gebraucht wird.
Ein umgebauter Ferrobus der FCA bot Platz für ca. 20 – 30 Personen.
Bei einem Lohnniveau wie in Südamerika üblich, ist ein Umbau eines Straßenbusses billiger, als neue Schienenfahrzeuge zu beschaffen.
Ferrobusse waren aufgrund ihrer langen Vergangenheit oft schlecht motorisiert und die zu befahrende Trasse in einem schlechten bis miserablen Zustand. In Europa würde dies als nicht befahrbar bezeichnet.
Die Strecke Sucre–Potosí, die durch landschaftlich sehenswertes Gebiet führte und über Kehrschleifen wie auf Alpenbahnlinien verfügte (jedoch ohne Kehrtunnel), wurde im Jahr 2005 ursprünglich als Touristen-Transportmittel wiedereröffnet, der Betrieb wurde später jedoch wieder eingestellt. Aufgrund der zwei- bis dreimal längeren Reisezeit als mit dem Bus oder Auto war kaum ein Tourist auf der Strecke anzutreffen. Die Reisebüros in Bolivien kannten die Möglichkeit des Schienenbusses oft gar nicht.

## Passagierverbindungen
Es existieren aktuell folgende Passagierverbindungen:
- Expresso del Sur: Oruro – Uyuni – Atocha – Tupiza – Villazón: 1× wöchentlich (lokbespannt)
- Atocha – Tupiza: 2× wöchentlich (Schienenbus)
- Viacha – Charaña: 2× wöchentlich (Schienenbus)

Geplant ab Ende 2025:
- Cochabamba – Aiquile[6]